# イロトリドリ ノ セカイ
『イロトリドリ ノ セカイ』は、日本のロックバンド、JUDY AND MARYの16枚目のシングル、及びTAKUYAのソロユニットであるROBOTSの5枚目のシングル。
正式なタイトルはこうであるが、JUDY AND MARY版シングル（規格品番：ESDB-3859）、ROBOTS版シングル（規格品番：ESDB-3858）共に表ジャケットでは「ノ」の前後を空けない「イロトリドリノセカイ」という表記がされている（ROBOTS版の表記は正確には「イ」の文字が小さい「ィロトリドリノセカィ」。

## 解説
1998年9月9日にエピックレコーズよりリリースされた。JUDY AND MARY版とROBOTS版の同時発売であり、競作となった。表・裏ジャケットも連動している。さらに、ROBOTSについては「ALCHEMIST」と同時発売であった。
JUDY AND MARY版はアルバム『POP LIFE』からのシングルカット。ROBOTS版は2008年5月時点でアルバム未収録。
JUDY AND MARYのシングル曲の中で唯一、TAKUYA単独の作詞・作曲の楽曲である。ただし、冒頭の「アイニ　ツマヅイテ　ダイタ」と最後の「ウタオウ　ナガレルママニ　ウタオウ」の部分だけはYUKIの詞である。
ROBOTSのシングルとしては、「コイビト」に次ぐ2番目の売り上げを記録した。

## 収録曲
収録曲・曲順は2盤共通。
作詞・作曲：TAKUYA、編曲：JUDY AND MARY（JUDY AND MARY盤）、TAKUYA（ROBOTS盤）
1. イロトリドリ ノ セカイ (5:53)
2. イロトリドリ ノ セカイ (Backing Track) (5:52)

## 収録アルバム
- POP LIFE (#1)
- The Great Escape -COMPLETE BEST- (#1)

## カバー
- 2008年、Bank Band（アルバム『沿志奏逢2』収録）